# نادية (مغنية)
نادية (بالفرنسية: Nâdiya)‏ (المزدادة نادية زيغم في 19 يونيو 1973) مغنية فرنسية من أصل جزائري تغني موسيقى آر إن بي.

## روابط خارجية
- نادية على موقع IMDb (الإنجليزية)
- نادية على موقع ميوزك برينز (الإنجليزية)
- نادية على موقع أول ميوزيك (الإنجليزية)
- نادية على موقع ديسكوغز (الإنجليزية)
- نادية على موقع قاعدة بيانات الفيلم (الإنجليزية)

- Nâdiya official web site (بالفرنسية)
- Blog fans (بالفرنسية)